# Tarsonemus talpae
Tarsonemus talpae är en spindeldjursart som beskrevs av Schaarschmidt 1959. Tarsonemus talpae ingår i släktet Tarsonemus och familjen Tarsonemidae. Inga underarter finns listade i Catalogue of Life.